# Silesaure
Silesaurus és un gènere de dinosauriformes del Carnià (Triàsic superior). Es van trobar unes 20 restes fòssils de Silesaurus prop d'Opole, en Silèsia (Polònia), la qual cosa està en l'origen del nom de l'espècie.

## Característiques

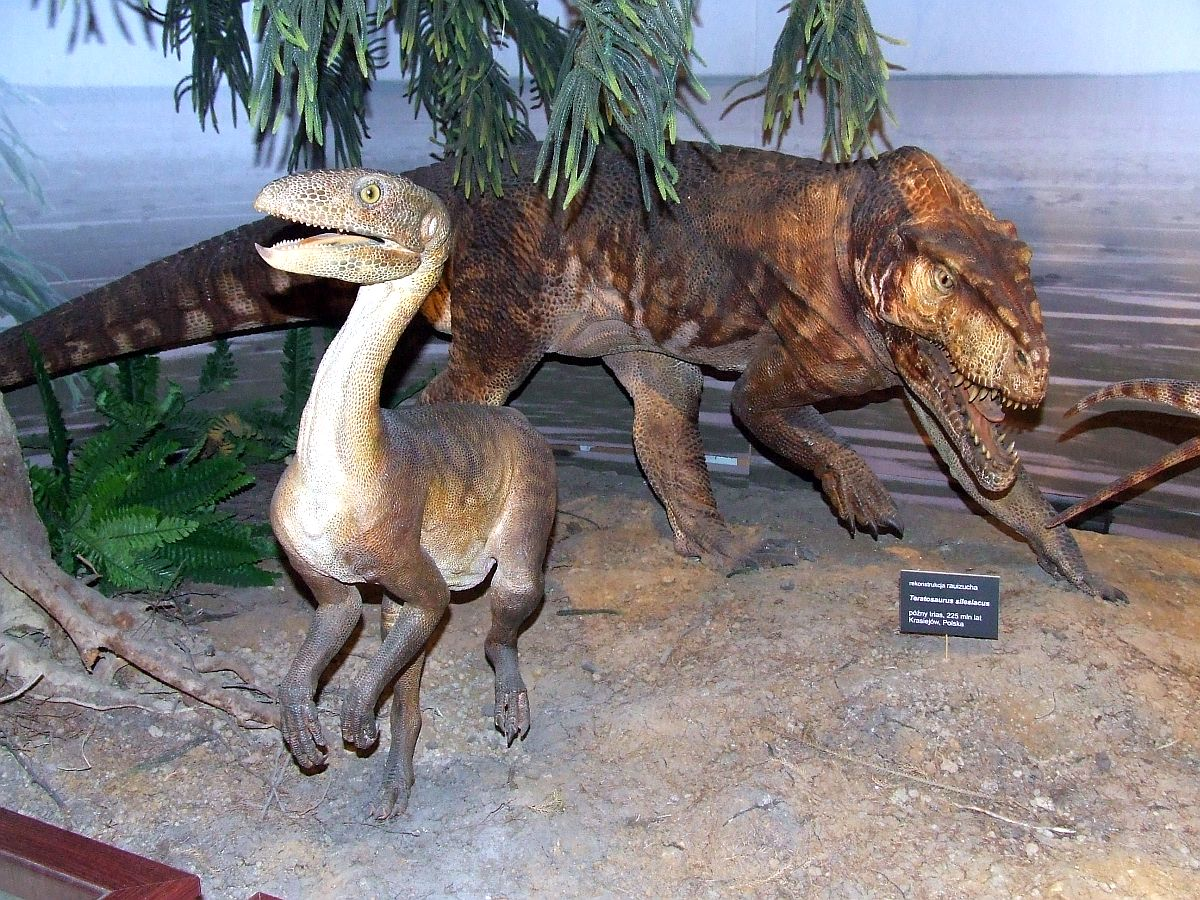
Rèplica de Silesaurus opolensis (primer pla) i Polonosuchus silesiacus

Silesaurus mesurava uns 2,3 metres de llarg i era un bípede facultatiu. Era de complexió gràcil, dissenyat per córrer. Era herbívor, segons indica la seva dentadura. Alguns paleontòlegs pensen que va poder haver tingut un bec similar al de les aus.